# Stillness in Motion: Vai Live in L.A.
Stillness in Motion: Vai Live in L.A. é o quinto álbum ao vivo, e o décimo sétimo da discografia do guitarrista virtuoso estadunidense Steve Vai, lançado no dia 07 de abril de 2015 com o selo "Sony Music Entertainment" e "Legacy Recordings".
O álbum traz o registro de uma apresentação realizada pelo virtuoso em Outubro de 2012 no "Los Angeles’ Club Nokia", que fez parte da turnê Story of Light world tour (foi o 49o show desta turnê).
O disco foi lançado em CD e DVD, ambos duplos. Os extras do DVD contém o chamado "The Space Between the Notes (Tour Mischief)", que é uma espécie de diário em vídeo com três horas e meia de duração que contém cenas do músico na estrada e nos bastidores, além de outras curiosidades, que aconteceram durante os 253 shows da turnê realizados entre 2012-14.
Segundo o próprio Steve Vai: "o DVD Stillness in Motion contém um show da turnê The Story of Light e um documentário bastante intimista sobre o dia a dia da turnê." Ele ainda informou que "nos extras, tem uma parte em que estou descansando na praia em Copacabana, vendo as pessoas. Fui eu mesmo quem filmei o meu pé na areia."
Nos shows desta turnê, Vai apresentou uma novidade: O guitarrista chama da platéia dois, três e as vezes até quatro pessoas para que lhe ajudem a compor uma nova música. De acordo com a ideia de cada um, Vai e sua banda criam um novo som, ao vivo, a partir das melodias sugeridas pelo público. No setlist do show, ele chama esta parte de "Build me a Song".

## Pré-Lançamento
| Críticas profissionais | Críticas profissionais |
| Avaliações da crítica  | Avaliações da crítica  |
| Fonte                  | Avaliação              |
| ---------------------- | ---------------------- |
| Allmusic               | [ 8 ]                  |
| [ 9 ]                  | Louder Sound           |
| [ 10 ]                 | Record Collector       |

No dia 19 de fevereiro de 2015, o guitarrista anunciou, em sua página oficial no Facebook, que estava preparando o lançamento de seu novo DVD ao vivo, intitulado "Stillness In Motion - Vai Live In L.A.", além de revelar alguns detalhes sobre o trabalho.
4 dias depois, novamente em uma publicação em sua página oficial no Facebook, ele divulgou o trailer oficial do álbum.

## Faixas
| CD Disco 1 1. Intro/Racing the World - 6:14 2. Velorum - 6:10 3. Band Intros - 1:22 4. Building the Church - 6:08 5. Tender Surrender - 6:42 6. Gravity Storm - 5:36 7. Weeping China Doll - 6:16 8. John the Revelator (Ft. Beverly McClellan ) - 3:53 9. The Moon and I - 7:02 10. The Animal - 8:19 11. Whispering a Prayer - 10:59 Disco 2 1. The Audience Is Listening - 7:24 2. Rescue Me or Bury Me - 5:17 3. Sisters - 3:35 4. Treasure Island - 1:53 5. Salamanders In the Sun - 1:11 6. Pusa Road - 2:05 7. Frank - 6:11 8. The Ultra Zone (CD Version) - 7:36 9. Build Me a Song L.A. - 10:37 10. For the Love of God - 10:14 11. Taurus Bulba - 6:35 | DVD Disco 1 1. Intro/Racing the World 2. Velorum 3. Band Intros 4. Building the Church 5. Tender Surrender 6. Gravity Storm 7. The Trillium’s Launch 8. Weeping China Doll 9. John the Revelator (Ft. Beverly McClellan ) 10. The Moon and I 11. The Animal 12. Whispering a Prayer 13. The Audience Is Listening 14. Where Are We 15. Rescue Me or Bury Me 16. Sisters 17. Treasure Island 18. Beastly Rap 19. Salamanders In the Sun 20. Pusa Road 21. Earthquake Sky, Drum Solo 22. I’m Tired 23. The Ultra Zone 24. Frank Disco 2 1. Build Me a Song L.A. 2. For the Love of God 3. Taurus Bulba Extras: Story of Light Tour: The Space Between the Notes (Tour Mischief) 4. Leg 1 (Rehearsals/USA) 5. Leg 2 (Europe/Eastern Europe) 6. Leg 3 (Vegas/Netherlands/Russia/Ukraine/Europe) 7. Leg 4 (Australia/NZ/Indonesia/China/S. Korea/Japan/Taiwan/Thailand) 8. Leg 5 (Europe...again) 9. Leg 6 (USA...again) 10. Leg 7 (Mexico/South America/China) 11. Leg 8 (Vegas/Singapore/Malaysia/Israel/Europe/Russia/Ukraine) 12. Leg 9 (USA/St. Barths/Japan/France/Poland) |

## Créditos Musicais
- Steve Vai - Guitarras principais, Vocais
- Dave Weiner - Guitarras, Teclados
- Philip Bynoe - Baixo
- Jeremy Colson - Bateria
- Deborah Henson-Conant - Harpa Elétrica

### Participações Especiais
- Beverly McClellan - Vocais na canção John the Revelator

## Desempenho nas Paradas Musicais
| Ano  | Ranking              | Posição | Ref.   |
| ---- | -------------------- | ------- | ------ |
| 2015 | Top Hard Rock Albums | #24     | [ 13 ] |
| 2015 | Ultratop             | #186    | [ 14 ] |